# Kampung Tengah (Kuala Batee)
Kampung Tengah is een bestuurslaag in het regentschap Aceh Barat Daya van de provincie Atjeh, Indonesië. Kampung Tengah telt 1083 inwoners (volkstelling 2010).